# Superpuchar Polski 2008
La 19ª edizione della Supercoppa di Polonia  si è svolta il 20 luglio 2008.
Al Miejski Stadion di Ostrowiec Świętokrzyski si scontrano il Wisla Cracovia, vincitore del campionato e il Legia Varsavia, vincitore della coppa nazionale.
A vincere il trofeo è stato, per la quarta volta nella sua storia, il Legia Varsavia, segnando il record di Supercoppe di Polonia vinte.

## Tabellino
| Arbitro: | Tomasz Mikulski (Lublino) |

|             |           |                        |
| Kmiecik 15’ | Marcatori | 13’ Chinyama 87’ Rocki |